# Verdrag van Wenen (1866)

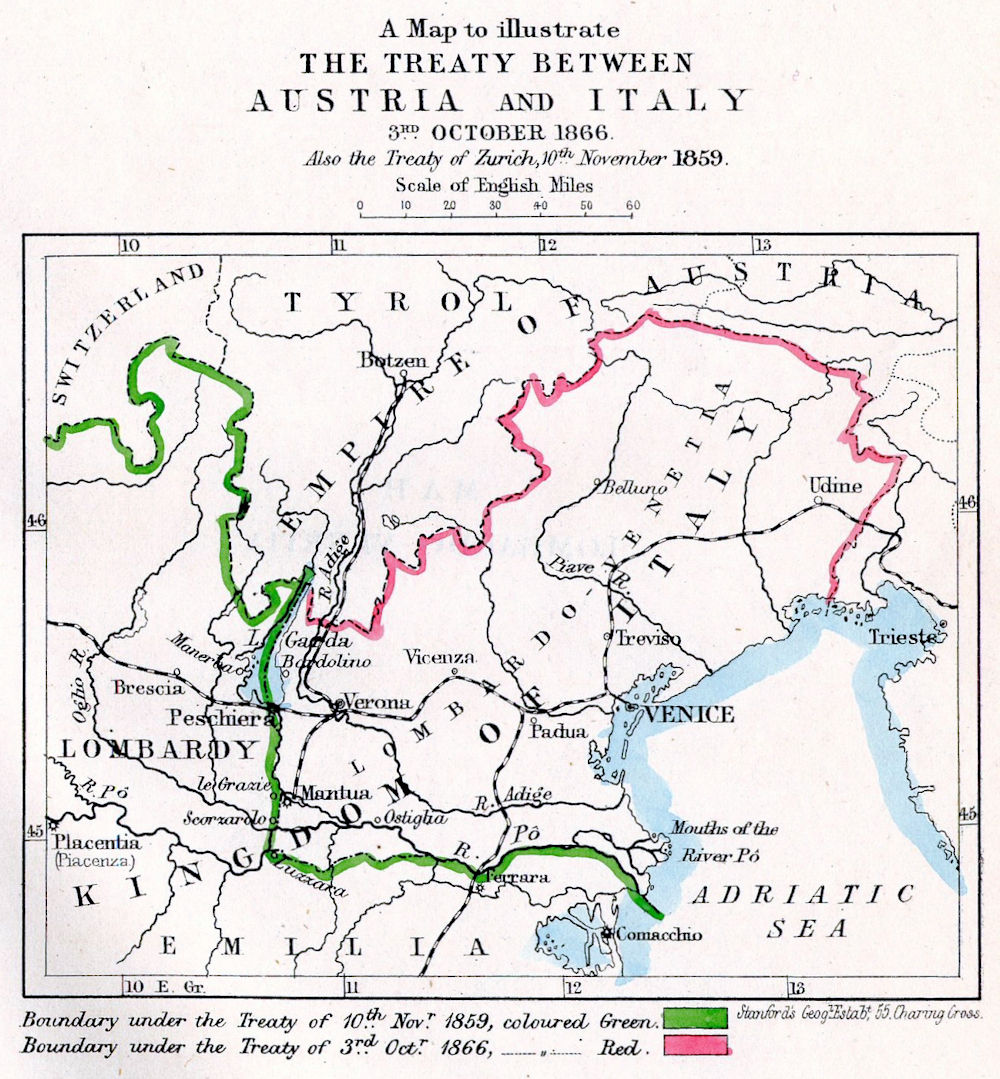
Gebied dat in 1866 van Oostenrijk overging naar Italië

Het Verdrag van Wenen werd getekend op 3 oktober 1866 tussen het koninkrijk Italië en het keizerrijk Oostenrijk en maakte een einde aan de Derde Italiaanse Onafhankelijkheidsoorlog.
In 1859 was het westelijke deel van het koninkrijk Lombardije-Venetië overgegaan naar Italië. Oostenrijk weigerde in 1866 het oostelijke deel af te staan aan Italië, omdat zij vonden dat ze de oorlog verloren hadden tegen de Pruisen ( Oostenrijks-Pruisische Oorlog) en niet tegen Italië. De resterende regio Lombardije-Venetië ging over naar Frankrijk, die via een plebisciet het gebied schonk aan het nieuwe koninkrijk Italië.
De onderhandelaars waren voor Italië, generaal Luigi Federico Menabrea en voor Oostenrijk, de Franse generaal Emmanuel Félix de Wimpffen .